# Episodi di Walk the Prank (prima stagione)
La prima stagione della serie televisiva Walk the prank è stata trasmessa in anteprima negli Stati Uniti sul sito ufficiale di Disney XD il 1 aprile 2016, mentre la regolare messa in onda dal 6 aprile.
In Italia è stata trasmessa dal 10 dicembre 2016 su Disney Channel (Italia). Dal 29 giugno 2017 viene trasmessa esclusivamente su Disney XD (Italia).
| nº | Titolo originale                         | Titolo italiano                            | Prima TV USA                                                   | Prima TV Italia                                              |
| -- | ---------------------------------------- | ------------------------------------------ | -------------------------------------------------------------- | ------------------------------------------------------------ |
| 1  | Welcome to Walk the Prank                | Lunga vita ai Capitan Croccs!              | 6 aprile 2016                                                  | 19 dicembre 2016                                             |
| 2  | Crushed                                  | Cotto                                      | 13 aprile 2016                                                 | 20 dicembre 2016                                             |
| 3  | A Moving Situation                       | Una situazione movimentata                 | 20 aprile 2016                                                 | 21 dicembre 2016                                             |
| 4  | School Clubbing                          | I club della scuola                        | 27 aprile 2016                                                 | 29 giugno 2017                                               |
| 5  | Adventures in Babysitting                | Scherzi in giro: Adventures in Babysitting | 17 giugno 2016 (Disney Channel) 20 giugno 2016 (Disney XD)     | 10 dicembre 2016 (Disney Channel) 30 giugno 2017 (Disney XD) |
| 6  | LOL the Vote                             | L'annuario scolastico                      | 5 luglio 2016 (Disney Channel) 11 luglio 2016 (Disney XD)      | 3 luglio 2017                                                |
| 7  | Fish You Were Here                       | Pesciolino mi manchi                       | 6 luglio 2016 (Disney Channel) 18 luglio 2016 (Disney XD)      | 22 dicembre 2016                                             |
| 8  | Baby Please                              | Il diario di Bailey                        | 7 luglio 2016 (Disney Channel) 25 luglio 2016 (Disney XD)      | 5 luglio 2017                                                |
| 9  | The Moustached Kid                       | Il ragazzo con i baffi                     | 8 luglio 2016 (Disney Channel) 1 agosto 2016 (Disney XD)       | 6 luglio 2017                                                |
| 10 | Bailey's Band                            | La band di Bailey                          | 12 luglio 2016 (Disney Channel) 8 agosto 2016 (Disney XD)      | 7 luglio 2017                                                |
| 11 | Wigging Out                              | Acconciature da urlo                       | 13 luglio 2016 (Disney Channel) 15 agosto 2016 (Disney XD)     | 10 luglio 2017                                               |
| 12 | Spoiler Alert                            | Attenti allo spoiler                       | 14 luglio 2016 (Disney Channel) 22 agosto 2016 (Disney XD)     | 11 luglio 2017                                               |
| 13 | Whatever Gets You Through the Night      | Il sonnambulo                              | 15 luglio 2016 (Disney Channel) 29 agosto 2016 (Disney XD)     | 12 luglio 2017                                               |
| 14 | Grandma is Here to Stay                  | Quando nonna chiama                        | 26 settembre 2016 (Disney XD) 22 ottobre 2016 (Disney Channel) | 13 luglio 2017                                               |
| 15 | Prank or Treat                           | Scherzetti in giro                         | 10 ottobre 2016 (Disney XD) 23 ottobre 2016 (Disney Channel)   | 14 luglio 2017                                               |
| 16 | So You Think You Can Middle School Dance | Il ballo della scuola media                | 7 novembre 2016                                                | 17 luglio 2017                                               |
| 17 | Stuck                                    | Prigioniero                                | 8 novembre 2016                                                | 18 luglio 2017                                               |
| 18 | Blind Date                               | Zio Will ha un appuntamento                | 9 novembre 2016                                                | 19 luglio 2017                                               |
| 19 | Up All-Nighter                           | Una notte in bianco                        | 10 novembre 2016                                               | 20 luglio 2017                                               |